# Acusilas
Acusilas Simon, 1895 è un genere di ragni appartenente alla famiglia Araneidae.

## Etimologia
Non è ben chiara l'origine di questo nome: forse deriva dal greco Ακουσίλαος Acusìlaos, storico e logografo greco del VI secolo a.C., di Argo, da alcuni menzionato fra i Sette Savi e citato da Platone nel Simposio.

## Caratteristiche

### Dimensioni
Sono ragni di dimensioni medio-grandi: circa da 5,5 a 14 millimetri per le femmine e da 2 a 6,5 per i maschi. La formula delle zampe nelle femmine è 1423 (fa eccezione A. callidus con 1243) e nei maschi è 1243. I cheliceri hanno 4 denti prolaterali e 3 retrolaterali. L'opistosoma delle femmine è più lungo che largo, con ben evidenti le filiere. L'epigino è simile a quello del genere Argiope, ma più sclerotizzato e alquanto trasparente.

### Maschi
I maschi del genere Acusilas differiscono dagli altri Araneidae per avere due condili sui cheliceri, sia prolateralmente che retrolateralmente e anche per la presenza di un'unica concavità sugli enditi.

#### Cheliceri e pedipalpi
I cheliceri hanno due condili, uno anteriore e uno posteriore, e solo 4 denti sul margine prolaterale (ad eccezione degli esemplari più grandi di A. coccineus); le enditi hanno una caratteristica concavità ventrale.
Il tegulum dei pedipalpi ha un'apofisi mediana, un conduttore e una divisione sull'embolo: il conduttore è fuso con il tegulum e porta un piccolo lobo distale; l'apofisi mediana è sottile, di forma triangolare e con un piccolo uncino distale. La divisione dell'embolo è dominata da un haematodocha (piccolo sacco tissutale del pedipalpo) che collega il tegulum alla punta dell'embolo.

### Femmine
Le femmine presentano una pars cephalica piuttosto stretta e separata dalla pars thoracica da un solco alquanto cospicuo. I loro occhi mediani anteriori (AME) sono più vicini agli occhi laterali anteriori (ALE) rispetto agli altri.
La pars cephalica marcatamente stretta è presente anche nei generi Cyclosa e Witica, ma non con questa configurazione oculare. D'altro canto, nei generi Mecynogea e Manogea troviamo questa configurazione oculare ma la pars cephalica è tutt'altro che stretta; questi ultimi due generi, inoltre, hanno la linea oculare degli occhi posteriori marcatamente procurva, mentre in Acusilas è ricurva.

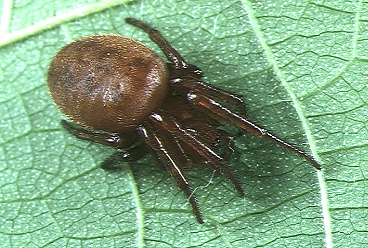
Acusilas coccineus, femmina

#### Epigino e filiere
Le aperture dei gonopori o dotti copulatori sono situati su ogni lato della piastra posteriore dell'epigino: nell'apertura i dotti sono larghi per poi restringersi verso la spermateca.
Le filiere delle femmine di Acusilas sono tipiche della famiglia Araneidae: quelle anteriori laterali (ALS) hanno più fusuli piriformi distribuiti uniformemente e un unico fusulo della ghiandola ampollacea maggiore (mAP); quelle posteriori laterali (PLS) hanno vari fusuli aciniformi, due fusuli del seritterio cilindrico (CY) sul margine mediano e un fusulo flagelliforme (PF); infine anche le filiere posteriori mediane hanno un buon numero di fusuli aciniformi che coprono la superficie anteriore delle filiere con un unico fusulo cilindrico e un unico fusulo della ghiandola ampollacea maggiore (mAP).

## Comportamento
Le femmine costruiscono tele verticali, di circa 30 x 30 centimetri, molto vicine al livello del suolo (all'incirca 50 centimetri), e con un settore libero dai fili nella parte superiore.

## Distribuzione
A parte A. africanus, tutte le altre specie sono asiatiche e note solo in singole o poche località. Ben 6 specie sono diffuse in Indonesia, ma sono distribuite anche in India, Cina, Giappone e Nuova Guinea.

## Tassonomia
A giugno 2013, si compone di 9 specie:
- Acusilas africanus Simon, 1895 - Africa occidentale, centrale e orientale
- Acusilas callidus Schmidt & Scharff, 2008 - Celebes
- Acusilas coccineus Simon, 1895[3] - dalla Cina all'arcipelago delle Molucche
- Acusilas dahoneus Barrion & Litsinger, 1995 - Filippine
- Acusilas lepidus Thorell, 1898 - Myanmar
- Acusilas malaccensis Murphy & Murphy, 1983 - Thailandia, Laos, Malaysia, Borneo, Sumatra
- Acusilas spiralis Schmidt & Scharff, 2008 - Sumatra
- Acusilas vei Schmidt & Scharff, 2008 - Celebes
- Acusilas vilei Schmidt & Scharff, 2008 - Celebes

### Sinonimi
- Acusilas gentingensis Murphy & Murphy, 1983; posto in sinonimia con Acusilas coccineus e ivi inglobato a seguito di uno studio degli aracnologi Schmidt & Scharff del 2008[2].

### Specie trasferite
- Acusilas rufoniger Franganillo, 1930; trasferita al genere Alcimosphenus, appartenente alla famiglia Tetragnathidae[2].
- Acusilas rufoniger maculatus Franganillo, 1930; trasferita al genere Alcimosphenus, appartenente alla famiglia Tetragnathidae[2].